# José Gálvez Foot Ball Club
Il José Gálvez Foot Ball Club è una società calcistica peruviana con sede nella città di Chimbote. Milita nella Copa Perú, la terza serie del Campionato peruviano di calcio.

## Storia
Fu fondato il 27 ottobre 1951 come Manuel Rivera, dal nome del calciatore Manuel Rivera Sánchez.
L'11 novembre 1963 fu rimoninato José Gálvez FBC, ovvero il suo nome attuale, dopo che la Federazione calcistica del Perù aveva deciso che le squadre non potessero avere i nomi di persone ancora in vita.

## Palmarès

### Competizioni nazionali
- Copa Perú: 2

1996, 2005
- Campeonato Region II: 2

1971, 2001
- Copa Inca: 1

2011
- Segunda División: 1

2011

### Competizioni regionali
- Lega dipartimentale di Áncash: 16

1967, 1969, 1970, 1975, 1977, 1979, 1980, 1993, 1995, 1996, 2001, 2002, 2003, 2005, 2017, 2019

## Organico

### Rosa 2009
| N. |                      | Ruolo | Calciatore              |
| -- | -------------------- | ----- | ----------------------- |
| 1  | Argentina (bandiera) | P     | Daniel Ferreyra         |
| 2  | Perù (bandiera)      | D     | Sandro Gamarra          |
| 3  | Perù (bandiera)      | D     | Juan Carlos Pérez López |
| 4  | Perù (bandiera)      | A     | Jhoao Ward              |
| 6  | Perù (bandiera)      | C     | Luis Mayme              |
| 7  | Perù (bandiera)      | A     | Manuel Barreto          |
| 8  | Perù (bandiera)      | C     | Juan Iriarte            |
| 9  | Perù (bandiera)      | A     | Paul Cominges           |
| 10 | Perù (bandiera)      | A     | Johan Sotil             |
| 11 | Argentina (bandiera) | A     | Luciano Alvarez         |
| 12 | Perù (bandiera)      | P     | Christian Jave          |
| 13 | Perù (bandiera)      | D     | Giuliano Portilla       |
| 14 | Perù (bandiera)      | C     | William Laya            |

| N. |                      | Ruolo | Calciatore        |
| -- | -------------------- | ----- | ----------------- |
| 15 | Perù (bandiera)      | C     | Víctor Oviedo     |
| 16 | Perù (bandiera)      | D     | Jersson Vásquez   |
| 18 | Perù (bandiera)      | C     | Ángelo Cruzado    |
| 20 | Perù (bandiera)      | C     | Diego Martínez    |
| 21 | Perù (bandiera)      | P     | Harold Quiróz     |
| 22 | Perù (bandiera)      | A     | Jaime Cardenas    |
| 23 | Perù (bandiera)      | A     | José Sosa Canessa |
| 24 | Perù (bandiera)      | C     | José Mesarina     |
| 26 | Perù (bandiera)      | D     | Renzo Guevara     |
| 27 | Perù (bandiera)      | D     | Ricardo Ronceros  |
| 28 | Perù (bandiera)      | C     | Oscar Vega        |
| 29 | Argentina (bandiera) | A     | Sebastián Cobelli |
| 30 | Perù (bandiera)      | C     | Cesar Medina      |